# 普雷斯頓萊克鎮區 (明尼蘇達州倫維爾縣)
普雷斯頓萊克鎮區（英語：Preston Lake Township）是位於美國明尼蘇達州倫維爾縣的一個行政鎮區，於1869年設立。

## 地方資料
普雷斯頓萊克鎮區的面積為100.54平方千米，當中陸地面積為96.50平方千米，而水域面積為4.04平方千米。根據2020年美國人口普查的數據，當地共有人口248人，而人口密度為每平方千米2.47人。